# Torneo de Varsovia 2023

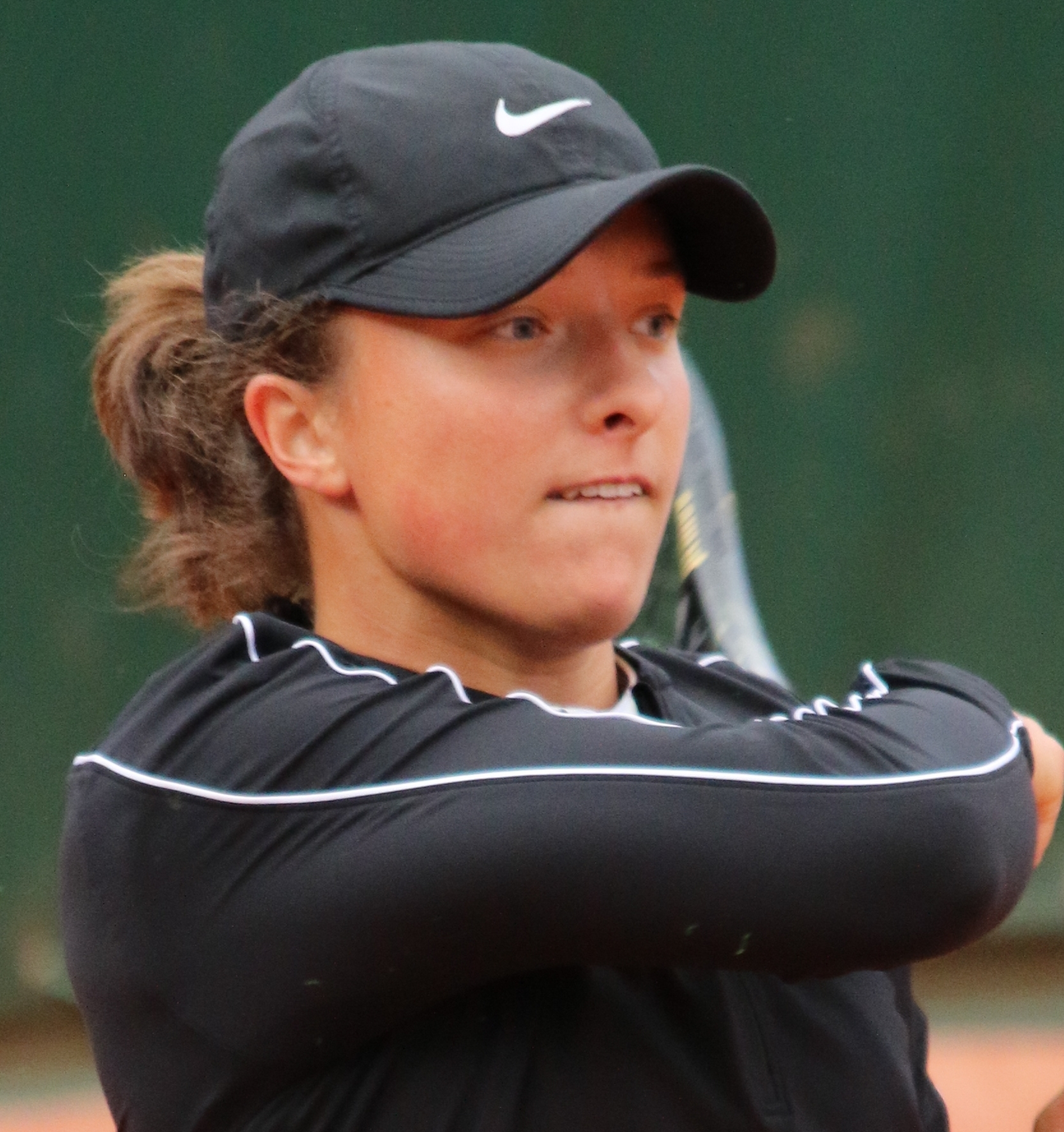
Iga Swiątek en un partido de la competición

El WTA Poland Open 2023 fue un torneo profesional de tenis jugado en canchas de arcilla. Fue la 3ª edición del torneo y formó parte del WTA Tour 2023. Se llevó a cabo en Varsovia (Polonia) entre el 24 y el 30 de julio de 2023.

## Distribución de puntos
| Modalidad           | Campeona | Finalista | Semifinales | Cuartos de final | 2.ª ronda | 1.ª ronda | Clasificadas | 2.ª ronda de clasificación | 1.ª ronda de clasificación |
| Individual femenino | 280      | 180       | 110         | 60               | 30        | 1         | 18           | 12                         | 1                          |
| Dobles femenino     | 280      | 180       | 110         | 60               | 1         | -         | -            | -                          | -                          |

## Cabezas de serie

### Individuales femenino
| Tenista            | Ranking | Preclasificada |
| Iga Świątek        | 1       | 1              |
| Karolína Muchová   | 18      | 2              |
| Kateřina Siniaková | 18      | 3              |
| Lin Zhu            | 48      | 4              |
| Shuai Zhang        | 50      | 5              |
| Camila Giorgi/s>   | 54/s>   | 6              |
| Linda Fruhvirtová  | 56      | 7              |
| Linda Nosková      | 61      | 8              |

- Ranking del 17 de julio de 2023.

### Dobles femenino
| Tenista                                | Ranking | Preclasificada |
| Shuai Zhang Lin Zhu                    | 119     | 1              |
| Natela Dzalamidze Monica Niculescu     | 122     | 2              |
| Viktória Hrunčáková Tereza Mihalíková  | 125     | 3              |
| Lidziya Marozava Aliaksandra Sasnovich | 147     | 4              |
| Alicia Barnett Olivia Nicholls         | 160     | 5              |

## Campeonas

### Individual femenino
Iga Świątek venció a  Laura Siegemund por 6-0, 6-1

### Dobles femenino
Heather Watson /  Yanina Wickmayer vencieron a  Weronika Falkowska /  Katarzyna Piter por 6-4, 6-4